# La lama dell'assassina
La lama dell'assassina (The Assassin's Blade) è una raccolta di racconti in lingua inglese di Sarah J. Maas, prequel della serie di racconti Il trono di ghiaccio della stessa autrice.

## Trama

### Prologo
Celaena Sardothien è un'assassina (una sicaria a pagamento) di sedici anni e mezzo che vive a Rifthold, capitale del regno di Adarlan.
È da otto anni che il re di Adarlan ha piegato il Continente Settentrionale al suo volere, conquistando gli altri quattro regni della zona, Eyllwe, Terrasen, Fenarrohw e Melisande, bandendo la magia e mettendo al rogo tutti i suoi possessori; da allora Celaena, che ha perso i suoi genitori perché assassinati, vive con Arobynn Hamel, Re degli Assassini e capo della Gilda degli Assassini di Rifthold. La giovane è stata designata come sua erede personale, suscitando così la gelosia di Sam Cortland, un assassino diciassettenne che da anni si allena assieme lei e che quindi vive all'ombra della sua fama, dato che Celaena è conosciuta da tutti come l'Assassina di Adarlan, pur continuando a celare il suo volto all’intero regno.

### L'Assassina e il Signore dei Pirati
Dopo la morte di Ben, membro della Gilda e assassino amico di Celaena, e alla cattura e morte di Gregory, altro membro della Gilda, Sam e Celaena vengono inviati da Arobynn alla Baia del Teschio, per esigere un pagamento dal Signore dei Pirati, il Capitano Rolfe, a causa della morte di altri tre assassini della Gilda uccisi da alcuni dei suoi pirati.
Al loro arrivo sull’isola, Celaena e Sam scoprono che in realtà Arobynn sta usando la morte degli assassini per mediare un accordo sul commercio degli schiavi con Rolfe. Entrambi disgustati dalle condizioni disumane in cui si trovano gli schiavi e dall'immoralità di tutto ciò, tramano in segreto per liberare tutti gli schiavi presenti alla Baia del Teschio, prima che essi vengano spediti, su alcune navi di proprietà di Rolfe, in giro per il continente.
La notte prima della partenza degli schiavi, Celaena e Sam si intrufolano sulle due navi di Rolfe, la Loveless e la Golden Wolf, disarmando e catturando le guardie presenti a bordo, incaricate di sorvegliare gli schiavi. Con l’aiuto di uno schiavo multilingue, Celaena informa tutti gli altri schiavi del suo piano e della loro imminente libertà, nel caso decidessero di seguire le sue istruzioni. Alla fine, essi accettano di fidarsi di lei.
Successivamente, fomentando una rissa da bar che ben presto si evolve per includere l'intera città, Sam e Celaena tentano di sgattaiolare via per distruggere il Castigo delle Navi, una grande catena che impedisce l'ingresso e l'uscita delle varie navi dalla baia, ma la giovane viene affrontata da Rolfe in persona, che ha scoperto il suo piano. A quel punto, distraendolo e mostrandogli il suo volto solitamente mascherato, Celaena permette a Sam di scappare, mentre lei duella con Rolfe, arrivando a sconfiggerlo per un pelo. Alla fine, la giovane guarda con orrore Sam distruggere il Castigo delle Navi e la torre di guardia, per poi essere seppellito vivo dai detriti. Gli schiavi, che nel frattempo stavano remando sulle navi sin dall'alba, riescono a scappare poiché le altre navi della flotta di Rolfe erano state manomesse dai due assassini la notte prima e quindi non potranno essere usate per inseguire gli schiavi. Miracolosamente, Sam sopravvive alla distruzione della torre di guardia, con grande sollievo di Celaena, così i due iniziano finalmente a reputarsi amici, anziché rivali, anche se la loro nuova amicizia risulta ad entrambi leggermente imbarazzante.
Alla fine, dopo aver fatto siglare a Rolfe un accordo contrattuale che, d’ora in avanti, gli impedirà di entrare nuovamente nella tratta degli schiavi e, anzi, lo obbligherà ad ospitare tutti gli schiavi che riusciranno a fuggire dall’Impero di Adarlan, i due giovani assassini tornano a casa, a Rifthold.

### L'Assassina e la Guaritrice
Dopo essere stata brutalmente picchiata dal suo maestro, Arobynn, a causa delle sue avventure alla Baia del Teschio, dove ha liberato circa 200 schiavi, Celaena viene inviata nel Deserto Rosso, come punizione, per allenarsi con i Sicari Sileziosi, una Gilda di Assassini che si trova nel sud del Continente Settentrionale.
In attesa di una nave per Yurpa, Celaena soggiorna per alcune notti al Cinghiale Bianco, una vile taverna situata nella piccola città portuale di Innish, a Melisande, dove incontra la barista Yrene Towers.
Essendo arrabbiata con se stessa e con Arobynn per il modo in cui ha deciso di farle scontare la punizione, ovvero mandandola lontana da Rifthold e da tutti i suoi privilegi per tutta l’estate, la giovane non vede l'ora di combattere per sfogare la sua ira, così scivola fuori dalla sua stanza, nel cuore della notte, e si imbatte in quattro mercenari che avevano deciso di attaccare Yrene nella speranza di derubarla dei suoi miseri guadagni. Dopo aver ucciso tre dei quattro uomini, Celaena insegna alla giovane barista l’autodifesa di base, in modo da potersi proteggere in futuro. Tuttavia, le due vengono presto affrontate dal quarto mercenario, che era fuggito e che ora è tornato con altri compagni per vendicarsi. Quando uno degli uomini minaccia di uccidere Yrene puntandole una lama alla gola e intimando a Celaena di abbassare le armi, la barista usa le abilità appena apprese per disarmare il suo aggressore, mentre Celaena si occupa degli altri. Alla fine, viene rivelato che Celaena, in realtà, stava semplicemente usando gli uomini e il loro attacco come ulteriore addestramento per Yrene.
La mattina dopo, Celaena parte per il Deserto Rosso, ma sentendo di aver maturato una specie di affinità nei confronti di Yrene, la spinge a lasciare Innish e le consegna un sacchetto pieno di soldi e gioielli, in modo tale che la giovane barista possa permettersi di viaggiare fino al Continente Meridionale (dove la magia esiste ancora) per addestrarsi come guaritrice a Torre Cesme, dato che quello è sempre stato il suo più grande sogno. Tuttavia, Yrene non aveva i soldi per pagarsi la traversata, tantomeno la retta di Torre Cesme, ma ora, grazie a Celaena, capisce di avere una reale possibilità di cambiare il proprio destino. Alla fine, le due ragazze si separano, seguendo ognuna la propria strada.

### L'Assassina e il Deserto
Celaena è stata inviata nel Deserto Rosso, ad allenarsi con i Sicari Silenziosi, come punizione da parte del Re degli Assassini, Arobynn, il suo crudele Maestro e Protettore.
Con solo un mese a disposizione per ottenere una lettera di approvazione da parte del Maestro Muto, capo della Gilda dei Sicari Silenziosi, la giovane inizia ad allenarsi vigorosamente insieme agli altri accoliti, inclusa la sua nuova amica, Ansel di Briarcliff, anche se Celaena spera di potersi allenare presto con il Maestro Muto, sfruttando alcune lezioni private. Nel mentre, la giovane assassina apprende da Ansel che il signore della città vicina, Xandria, sta cercando un modo per far fuori il Maestro Muto e la sua Gilda, in modo tale da rientrare nelle grazie del re di Adarlan.
Vivendo gli allenamenti con frustrazione a causa della non attenzione del Maestro Muto nei suoi confronti, Celaena decide di accompagnare Ansel a Xandria per negoziare una specie di trattato di pace con il signore locale, Lord Berick. Apparentemente insoddisfatta dagli esiti della trattativa, Ansel ruba uno dei preziosi cavalli Asterion di Lord Berick, costringendo Celaena a rubare l'altro cavallo per seguirla nella fuga.
Una volta tornate alla Fortezza dei Sicari Silenziosi, le due giovani vengono convocate dal Mastro Muto per rispondere del loro furto; a quel punto, Celaena si assume la colpa per non mettere a repentaglio il posto di Ansel alla Fortezza, ma leggendo l’evidente verità nei suoi occhi, il Maestro Muto decide di addestrare finalmente la stessa Celaena, il che crea tensione tra lei ed Ansel, che da quando si trova lì non è mai riuscita a prendere lezioni private dal Maestro.
Quando Ansel droga Celaena per poi abbandonarla nel bel mezzo del deserto, lasciandole una falsa lettera di approvazione da parte del Maestro Muto, la giovane assassina si rende conto che qualcosa non va e quindi torna di corsa alla Fortezza dei Sicari Silenziosi. Una volta arrivata, Celaena si ritrova nel bel mezzo di una battaglia, che vede coinvolti i suoi compagni assassini, molti dei quali feriti o morenti, e i soldati di Lord Berick; a quel punto, la giovane capisce che Ansel non è altro che una spia agli ordini di Lord Berick.
Sperando di salvare il Maestro Muto, Celaena corre a più non posso per i corridoi della Fortezza, quando all’improvviso trova Ilias, figlio del Maestro Muto, riverso a terra a causa di una profonda ferita; la giovane tenta di aiutarlo, ma il ragazzo la supplica con lo sguardo di salvare il padre. Arrivata nelle stanze del Maestro Muto appena in tempo, Celaena vede Ansel che si prepara a giustiziarlo. Nella battaglia che ne segue, Celaena usa le tecniche appena acquisite e apprese dal Maestro Muto e, alla fine, disarma Ansel, decidendo comunque di risparmiarle la vita. A quel punto, Ansel fugge dalla Fortezza dei Sicari Silenziosi per reclamare la sua terra d’origine, Briarcliff, nel frattempo caduta in mano a Lord Loch, mentre Celaena torna a Rifthold, dotata del sigillo di approvazione del Maestro Muto e di un immenso tesoro d'oro come forma di pagamento per aver salvato la vita di Ilias e del padre.

### L'Assassina e il Male
Celaena intende ripagare Arobynn del debito che, durante gli anni di addestramento, ha maturato nei suoi confronti, per poi lasciare la Gilda; nel mentre,  la giovane ha acquistato un appartamento tutto suo per vivere il più lontano possibile dalla Fortezza dell’Assassino e da Arobynn stesso, perché finalmente ha capito quale orribile mostro si cela in realtà dietro al suo Maestro/Protettore.
Una volta giunta alla Fortezza dell’Assassino, però, Celaena non riesce a pronunciare le difficili parole di congedo ad Arobynn, che approfitta della sua titubanza e si scusa con lei per averla picchiata e poi spedita nel Deserto Rosso. L’uomo desidera tenerla con sé perché la considera una sua proprietà, avendola cresciuta da quando aveva otto anni, quindi la inonda di doni, tra cui una nuova armatura (una speciale tuta nera aderente) molto impressionante e costosa, poi le chiede di accettare un contratto da parte del loro nuovo cliente di alto profilo, una donna di Melisande molto ricca, Leighfer Bardingale, che vuole che il suo ex marito, Benzo Doneval, venga assassinato, perché coinvolto nella tratta degli schiavi. Celaena accetta la missione perché crede che Arobynn voglia davvero far ammenda dopo aver tentato di entrare nel commercio degli schiavi con Rolfe, quindi si prepara all’arrivo della delegazione di Melisande a Rifthold per spiare meglio Doneval.
In tutto ciò, Celaena rincontra Sam dopo aver passato l’intera estate nel Deserto Rosso e scopre che il suo ex compagno di avventure alla Baia del Teschio, durante quei mesi passati lontani, ha stretto una forte amicizia con la cortigiana Lysandra, la pupilla di Madame Clarisse, tenutaria di un rinomato bordello di Rifthold e socia in affari di Arobynn. La giovane assassina e la cortigiana mal si sopportano fin da quando erano solo due ragazzine e questo fa infuriare molto Celaena, che crede che Sam e Lysandra abbiano avuto una storiella estiva durante la sua permanenza nel Deserto Rosso. Poco dopo, Sam trova il modo di riappacificarsi con Celaena, regalandole alcuni spartiti per il pianoforte, poi le giura che tra lui e Lysandra non c’è stato assolutamente niente, così la giovane gli chiede di darle una mano con la missione di assassinio di Doneval e, alla fine, Sam accetta.
Durante una festa organizzata a Rifthold per accogliere la delegazione di Melisande, Celaena ne approfitta per spiare Doneval insieme a Sam, ma all’improvviso al ballo compare un gruppo di uomini nobili, tutti mascherati. Molto probabilmente, uno di loro è il principe ereditario dell’Impero di Adarlan, Dorian Havilliard, mentre uno dei suoi compagni è il capo della Guardia Reale, Chaol Westfall, che non intende perdere di vista il principe, per evitare che si cacci in qualche guaio. Dorian e Celaena incrociano i loro sguardi e flirtano per un po’, prima che arrivi Sam e trascini via la sua compagna assassina, dimostrando di essere geloso di lei.
Durante uno dei suoi tanti pedinamenti a Doneval, Celaena viene beccata dalla guardia personale dell’uomo e rinchiusa nelle fogne di Rifthold, che quella sera stessa verranno allagate. Disperata perché pensa di morire annegata a breve, la giovane viene salvata in extremis da Sam che, poco dopo, le confessa di voler lasciare Rifthold per gestire una base di assassini situata nel sud del continente, che fungerà da distaccamento della Gilda di Arobynn. Celaena è sconvolta dalla notizia e lo implora di restare a Rifthold con lei e, a quel punto, Sam le confessa di non poterlo fare perché ormai la ama da parecchi anni, ma lei non se n’è mai accorta, preferendo scegliere sempre Arobynn e la sua posizione di erede della Gilda piuttosto che lui; a quel punto, Celaena gli confessa che in realtà lei sceglierebbe Sam e quindi lo bacia, così i due intrecciano una relazione.
Alla fine, Celaena uccide l'ex marito della Bardingale, ma scopre che in realtà Doneval era un uomo buono che, invece di voler entrare nella tratta degli schiavi, stava cercando un modo per salvarne alcuni dalle grinfie dell’Impero di Adarlan; il vero interessato alla tratta degli schiavi era Arobynn, che stringe così un accordo con la Bardingale, la quale consegna una lista di persone contrarie alla schiavitù al re di Adarlan, in modo tale che il sovrano possa stanarle e ucciderle tutte.
Sconvolta dopo essere stata aggirata in questo subdolo modo dal suo Maestro che, ancora una volta, si è dimostrato essere un mostro senza cuore, Celaena paga il suo debito nei confronti di Arobynn e lascia la Gilda ma, non contenta, vende il suo cavallo Asterion, una giumenta di nome Kasida, per acquistare anche la libertà di Sam. I due giovani, ora lontani dalla Fortezza dell’Assassino, possono finalmente vivere il loro amore in santa pace, trasferendosi insieme nell’appartamento di Celaena.

### L'Assassina e l'Impero
Celaena si intrufola nel Teatro Reale per assistere alla Stygian Suite, una celebre sinfonia diretta da Pytor, un famosissimo direttore d’orchestra di Rifthold. Guardando dalle travi del soppalco, la giovane assassina scopre che Arobynn ha portato con sé Lysandra, quest'anno, dopo aver speso tutti i soldi di Celaena per accaparrarsi la verginità di Lysandra e assumerla come sua cortigiana personale. Disgustata da tutto ciò, Celaena se ne va e fa ritorno al suo appartamento, ma scopre che Sam, il suo ragazzo, non è a casa. La giovane è molto arrabbiato perché presume che Sam stia combattendo alla Cripta, un covo di depravazione situato nei bassifondi di Rifthold, per vincere soldi. Dopo l’incontro, vinto ovviamente da Sam, i due litigano e il ragazzo cerca di spiegarle che, adesso che hanno lasciato la Fortezza di Arobynn, hanno bisogno di guadagnare soldi in qualche modo, ma Celaena non vuole che Sam combatta alla Cripta, perché è un posto pericoloso. A quel punto, il ragazzo cerca di convincerla ad andarsene da Rifthold per lasciarsi Arobynn e la Gilda alle spalle una volta per tutte.
Sam e Celaena si recano da Arobynn per dirgli che hanno deciso di andarsene da Rifthold e dal continente, quindi la ragazza si offre di pagare la loro buonuscita dalla Gilda degli Assassini, ma Arobynn le fa una contro offerta, chiedendo come quota una quantità folle di denaro; nonostante ciò, Celaena accetta.
Avendo letteralmente svuotato il loro conto in banca per pagare Arobynn, Sam e Celaena hanno bisogno di un grosso contratto per racimolare abbastanza soldi per andarsene altrove e ricominciare da capo. Dopo alcuni giorni, Sam trova un ottimo cliente disposto a pagarli bene, che però gli chiede in cambio un'uccisione quasi impossibile: si tratta di assassinare il signore del crimine locale, Ioan Jayne, e il suo spietato braccio destro, Rourke Farran, un sadico torturatore. Celaena, alla fine, accetta con riluttanza di aiutare Sam e così i due decidono di eliminare prima Farran, reputato il più pericoloso: Sam si occuperò di lui e lascerà Jayne a Celaena.
Un bel giorno, di punto in bianco, Celaena trova Arobynn nel soggiorno del suo appartamento, che le dice che sa chi lei e Sam stanno cercando di eliminare; Arobynn la mette in guardia, dicendole che assassinare Farran e Jayne è una mossa parecchio stupida e quasi suicida, perché i due sono fin troppo pericolosi, poi le dice che la ama e le chiede di restare a Rifthold con lui, ma lei rifiuta.
Mentre i due giovani assassini pianificano l’uccisione del signore del crimine e del suo temuto braccio destro, Sam prenota per loro un passaggio su una nave diretta nel Continente Meridionale e dice a Celaena di aver deciso di farlo dopo aver visto Arobynn, che gli ha detto di chiedere a Celaena della sua vita prima di Rifthold. La ragazza sembra restia a parlare con Sam circa le sue vere origini, così il ragazzo le dice che non gli importa se Arobynn sta cercando di metterli l’uno contro l’altra e che ascolterà il racconto di Celaena solo quando lei si sentirà pronta a rivelargli la verità.
Sam esce di casa per recarsi ad uccidere Farran e Celaena passa la giornata in modo irrequieto, guardando incessantemente l'orologio in attesa del ritorno del suo ragazzo, che alla fine tarda di parecchio il suo rientro. A quel punto, la giovane va a cercarlo lungo le strade di Rifthold, ma purtroppo non lo trova, quindi quella sera dorme a malapena, non sapendo bene cosa fare. La mattina seguente, Celaena esce di casa e cerca di nuovo Sam, ma al suo rientro trova Arobynn ad attenderla in soggiorno, che le comunica che Sam è stato torturato e poi ucciso da Farran. Stordita e insensibile a causa di quel dolore, la giovane vuole vedere il corpo di Sam a tutti i costi, ma Arobynn si rifiuta di lasciarla passare; a quel punto, Celaena se ne va per recarsi alla Fortezza dell’Assassino, dove apprende che i sicari di Farran hanno scaricato il corpo di Sam. La giovane entra nella camera mortuaria e osserva straziata il cadavere del suo amato, che è stato mutilato e reso quasi irriconoscibile, quindi si sdraia accanto ad esso in mezzo alle lacrime.
La mattina dopo, Celaena si risveglia nel suo vecchio letto alla Fortezza dell’Assassino e sente, dietro alla porta della stanza, lungo il corridoio, Arobynn discutere con i suoi uomini circa le possibili ritorsioni che infliggeranno a Farran e ai suoi per aver ucciso Sam. Decisa a compiere lei quella vendetta, la giovane tenta di uscire dalla sua camera, ma scopre che Arobynn l'ha chiusa dentro, per impedirle di compiere qualche pazzia. Fregandosene altamente, Celaena scappa dalla finestra, ma viene intercettata da Weasley, guardia personale di Arobynn, che prova a metterla in guardia circa le reali intenzioni del suo Maestro; accecata dall’ira e dal dolore per la perdita di Sam, Celaena stordisce Weasley e si appresta a compiere la sua personale vendetta.
Celaena irrompe come una furia nella casa di Jayne, abbattendo lui e alcune delle sue guardie in poco tempo. Dopo averli uccisi, si dirige verso Farran per farlo fuori, ma all’improvviso uno strano e denso fumo invade la stanza, paralizzandola; Celaena sviene e, a quel punto, capisce che qualcuno, alla Fortezza dell’Assassino, l'ha tradita.
Alla fine, Farran decide di non torturare e uccidere Celaena ma, al contrario, di consegnarla al re di Adarlan in cambio della sua approvazione come nuovo signore del crimine di Rifthold. A quel punto, la giovane assassina viene portato davanti al re e ad altri funzionari reali per un processo privato, nel quale viene accusata di numerosi crimini compiuti durante la sua carriera di Assassina di Adarlan. Celaena non pronuncia alcuna parola per cercare di difendersi, perché la morte di Sam l’ha come paralizzata, al contrario, aspetta la sentenza di morte che sa di meritarsi. Ad un certo punto, però, istigata dalle parole del re, la giovane apre bocca e gli chiede di fare in fretta a giustiziarla, così, per sbeffeggiarla, il sovrano decide di condannarla all’ergastolo nelle miniere di sale di Endovier invece che concederle una morte veloce.
Arobynn ed il suo alleato segreto, Rourke Farran, osservano da sopra i tetti della città il carro prigionieri che trasporta Celaena ad Endovier: i due hanno cospirato insieme per uccidere Sam e Jayne. A quel punto, Farran chiede perché Arobynn abbia fatto tutto quello a Celaena, dato che era la sua protetta ed erede, così lui gli risponde che non gli piace affatto condividere con altri le cose che sono sue.
Celaena è molto preoccupata e spaventata, perché sa che Endovier è un campo di sterminio per schiavi, nel quale muoiono centinaia di persone ogni giorno, piegate dagli inservienti e dalle innumerevoli frustate. Nonostante ciò, durante il viaggio, Celaena intravede, nella foresta di Oakwald, un raro cervo bianco, simbolo del suo regno ormai perduto, Terrasen: questo ripristina un po’ di speranza nella ragazza, che si dice pronta ad affrontare le miniere di sale di Endovier.

## Edizioni
- Sarah J. Maas, La lama dell'assassino, collana Oscar fantastica, traduzione di Giovanna Scocchera, Valentina Altini, Francesca Novajra e Veronica Santini, Milano, Arnoldo Mondadori Editore, 2016, ISBN 9788804674108.